# Cristianismo e paganismo

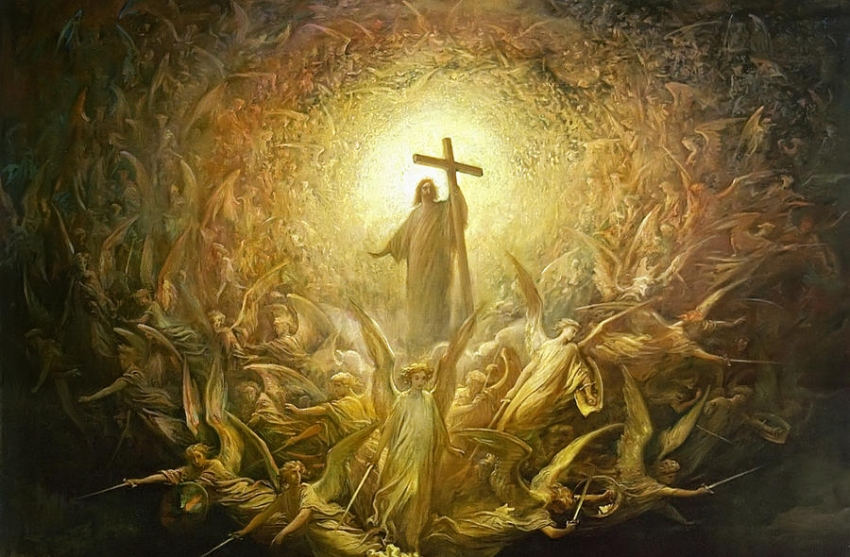
O Triunfo do Cristianismo sobre o Paganismo (1868?), de Gustave Doré.

Desde o século IV, quando se tornou religião oficial do Império Romano, o cristianismo e o paganismo começaram a disputar espaço e influência entre os fiéis.

## História
O cristianismo é visto inicialmente pelos romanos à luz das suas raízes judaicas na província de Judeia, palco de muitas revoltas ao longo dos séculos de sua ocupação, a preocupação das autoridades romanas incidindo sobretudo nas consequências da incompatibilidade do dogma de monoteísmo e a permanência pacífica das minorias cristãs no império politeísta; preocupações à semelhança das acusações romanas contra o próprio Jesus, em que este foi condenado pelo crime político de ser "rei dos judeus" (contrariando a supremacia das instituições romanas coloniais), a perseguição aos cristãos no Império Romano viria sobretudo em consequência do que as autoridades viam como desafios à ordem pública romana e seus elementos políticos.
No entanto, num contexto de crescente instabilidade do império, a popularidade do cristianismo viria a ser tal que cada vez mais romanos se cristianizaram, e se viraram contra o culto dos seus antepassados conforme as doutrinas cristãs. A primeira proibição efectiva dos cultos pagãos foi decretada no Império Romano em 392, mas já durante o jugo de Constantino se vinha a consolidar o anti-paganismo no Estado romano, com o crescente consolidar institucional e teológico do cristianismo. Ainda assim, o populismo de massas do cristianismo viria a ser exemplificado pelo linchamento de Hipácia, no fim tumultuoso do governo do emperador cristão Valentiniano III. Em torno do fim do século IV, deram-se a últimas tentativas da aristocracia colocar pagãos à chefia do Império, como no caso de Juliano, ou do "usurpador" Eugénio. Alguns historiadores defendem até que, tal como apontado por Damáscio, Antémio seria um cripto-pagão, sendo certo que importantes seus sócios eram pagãos.
Em 435 as medidas contra certos tipos de paganismo foram reforçadas com a pena de morte para quem continuasse a fazer rituais pagãos, alguns envolvendo sacrifícios de animais e, mais excepcionalmente, pessoas. As dificuldades da Igreja ainda cresceram com as invasões bárbaras do século V, que muitos historiadores apontam ser o marco da queda do Império Romano. A maioria dos invasores eram pagãos, mas verificou-se um ponto de viragem à volta do ano 500, quando os Francos e outros se converteram do paganismo ao cristianismo. Na Península Ibérica, alguns dos "grandes trabalhos" de "re-educação" foram levados a cabo por figuras como Martinho de Dume, como atestado no seu "De Correctione Rusticorum", em que registra práticas pagãs e denuncia o arianismo dos suevos que então controlavam a Galécia. No Império, com a conversão dos lombardos arianos e dos pagãos anglo-saxónicos à volta do ano 680, o cristianismo passou a dominar quase por completo o espaço cultural da Europa ocidental.
Entre os habitantes do campo e nos estratos mais baixos da sociedade, porém, o paganismo continuou de forma mais ou menos mitigada. Os pagãos não se tornaram cristãos do dia para a noite. Os sacerdotes cristãos passaram a cristianizar muitas festas pagãs, dando-lhes um novo sentido. A maioria dos templos Pagãos foram sendo derrubados e no seu lugar erigidas igrejas da nova fé. O que a Igreja não conseguia destruir das antigas práticas religiosas, adaptava, transformando-as em práticas cristãs. No Natal, por exemplo, mantiveram-se ao lado do culto associado ao nascimento de Jesus, as fogueiras e as festas dos caretos (no nordeste transmontano de Portugal), etc. Naquela época os Romanos festejavam Saturno e o nascimento do deus Mitra - cultuado entre os soldados romanos. Os camponeses começaram a aceitar a religião que falava de Jesus, um homem que havia sido pregado na cruz pelos romanos. Ele lembrava o deus Odin que havia se pendurado em uma árvore para adquirir a sabedoria das Runas.[carece de fontes?] Com o tempo passaram a associar Maria, mãe de Jesus, à Mãe Terra.[carece de fontes?]
Durante um longo período, houve uma fé dupla: acreditavam em Jesus, mas não abandonavam inteiramente as suas crenças e práticas pagãs. Isso foi mais claro nas regiões germânicas onde a influência do cristianismo faz-se sentir nas inscrições em que se nota uma clara mistura das duas crenças quando lemos em uma mesma pedra a invocação de protecção ao deus Thor e, ao mesmo tempo, ao Cristo.[carece de fontes?]
Ainda hoje, algumas orações cristãs de gosto popular, apresentam paralelismos em recitações de encantamentos pagãos. Algumas invocavam Jesus e diversos deuses Celtas a um só tempo. Não vamos pensar que tal dominação ocorreu de forma pacífica ou rápida. Na verdade, a Igreja Católica nunca conseguiu extinguir, de fato, as crenças classificadas pagãs.[carece de fontes?]
Em Mani (Grécia), encontramos pagãos helénicos até pelo menos o século IX, conforme registrado no De Administrando Imperio de Constantino VII, que atesta a sua existência pelo menos até ao seu suprimir por Basílio I.
No final do século XIV, a perseguição aos "hereges" assumiu também a forma de perseguição a cultos e práticas pagãs. Durante quase 400 anos, muitas pessoas morreram acusadas de prática de bruxaria, época conhecida como "Caça às bruxas". Muitos dos acusados eram denunciados por médicos, tentando implantar a medicina científica contra os curandeiros e "bruxos" adeptos das medicinas naturais.carece de fontes]
Desde finais do século VII e até 1789 - ano da Revolução Francesa - o paganismo esteve praticamente ausente nas altas esferas intelectuais e políticas do mundo ocidental, mas se mantendo na pintura, literatura, ocultismo, sociedades secretas, alquimia e astrologia.